# Ниенчен Тангла
Ниенчен Тангла (на китайски: 可可西里山, Kěkěxīlǐ Shān; на тибетски: ཁུ་ཁུ་ཞིལ།) е мощен планински хребет в Югозападен Китай, в Тибетски автономен регион, в източната част на планинската система на Трансхималаите (Гандисишан). Ограничава от юг Тибетската планинска земя. Хребетът се простира от запад на изток на протежение около 600 km и разделя водосборните басейни на реките Цангпо (Брахмапутра) на юг, Нагчу (Салуин) и езерото Намцо на север. Изграден е предимно от палеозойски и мезозойски пясъчници, шисти и варовици, вулканични скали с кредна възраст и млади гранити. Представлява почти непрекъсната верига от снежни планини с относително заравнени била. Най-високата точка е връх Ниенчен Тангла, издигащ се южно от езерото Намцо на 7162 m, а проходите му лежат на височина над 5000 m. Склоновете му са скалисти, осеяни със сипеи и каменопади. В долните части по южните склонове са развити високопланински степи и полупустини, а по северните склонове преобладават ландшафтите на студените пустини. В южното му подножие е разположена столицата на Тибетския автономен регион – град Лхаса.